# Erioptera (Mesocyphona) quadrifurcata
Erioptera (Mesocyphona) quadrifurcata is een tweevleugelige uit de familie steltmuggen (Limoniidae). De soort komt voor in het Neotropisch gebied.